# 용인초당초등학교
초당초등학교는 대한민국 경기도 용인시에 있는 공립 초등학교이다.

## 학교 연혁
- 2005년 12월 26일 초당초등학교 설립인가
- 2006년 3월 1일 윤평희 초대 교장선생님 취임
- 2006년 3월 1일 초당초등학교 6학급 편성 개교
- 2006년 3월 10일 초당병설유치원 1학급 편성 개원
- 2008년 2월 5일 도서실 개관
- 2008년 3월 1일 특수학급 1학급 편성
- 2009년 3월 1일 염옥희 제2대 교장선생님 부임
- 2010년 3월 1일 경인교대 교육실습학교 지정 운영교
- 2012년 12월 12일 2012학년도 전국 100대 교육과정 우수교 선정
- 2013년 2월 15일 초당초등학교 제7회 졸업장 수여(누계 872명)
- 2013년 3월 1일 30학급, 유치원 1학급 편성(특수 1학급 운영)
- 2013년 9월 1일 이남철 제3대 교장선생님 부임
- 2014년 2월 14일 초당초등학교 제8회 졸업장 수여(누계 1026명)
- 2014년 3월 1일 33학급, 유치원 1학급 편성(특수 1학급 운영)
- 2014년 3월 1일 2014학년도 혁신학교 준비교 지정
- 2015년 2월 13일 초당초등학교 제9회 졸업장 수여(누계 1167명)
- 2015년 3월 1일 34학급, 유치원 1학급 편성(특수 1학급 운영)
- 2025년 3월 1일 용인초당초등학교로 교명 변경

## 참고 자료
- 초당초등학교 - 한국교육학술정보원 학교알리미